# Tolentino
Tolentino je italské město v oblasti Marche, v provincii Macerata. Leží v údolí Chienti. Jeho konkatedrála je jedním ze sídel spojené římskokatolické diecéze Macerata-Tolentino-Recanati-Cingoli-Treia.
K 31. prosinci 2019 zde žilo 18 858 obyvatel.

## Historie
Archeologické nálezy lokalitu dokládají od starší doby kamenné. Římské sídlo se nazývalo Tolentinum, bylo založeno při Via Flaminia, hlavní komunikaci do Říma, mělo svůj chrám Panteum a sloužilo zejména obchodníkům. Římským prefektem zde byl ve 4. století Flavius Iulius Catervius, který vyznával křesťanskou víru, stejně jako jeho manželka Septimia Severina; oba pro ni byli umučeni a později svatořečeni, svatý Catervius je dosud patronem města.
Středověké sídlo vévodů z Ancony s připomíná k roku 1166. Od té doby se rozrůstalo v město. Usídlili se zde benediktini, kteří založili katedrálu, augustiniáni eremité založili klášter Sant'Angelo. Proslavil je kazatel a eremita Mikuláš Tolentinský, který se zde narodil i zemřel. 
Z tolentinské rodiny Mauruzziů pocházeli tři slavní kondotiéři, kteří se od poloviny 14. do počátku 16. století bojovali ve službách Milánských vévodů nebo benátských dóžat.
Po obsazení kraje napoleonovým vojskem v roce 1797 zde zástupci papeže a Napoleona podepsali tzv. Traktát z Tolentina (Mír z Tolentina) o postoupení papežského území pod správu Francie a jeho spojenců.
V závěru napoleonských válek ve dnech 2.-3. května 1815 tuto situaci změnila bitva u Tolentina mezi rakouským vojskem a vojskem Neapolského království, které vedl Napoleonův švagr Joachim Murat, skončila drtivou porážkou Neapolských.

## Památky

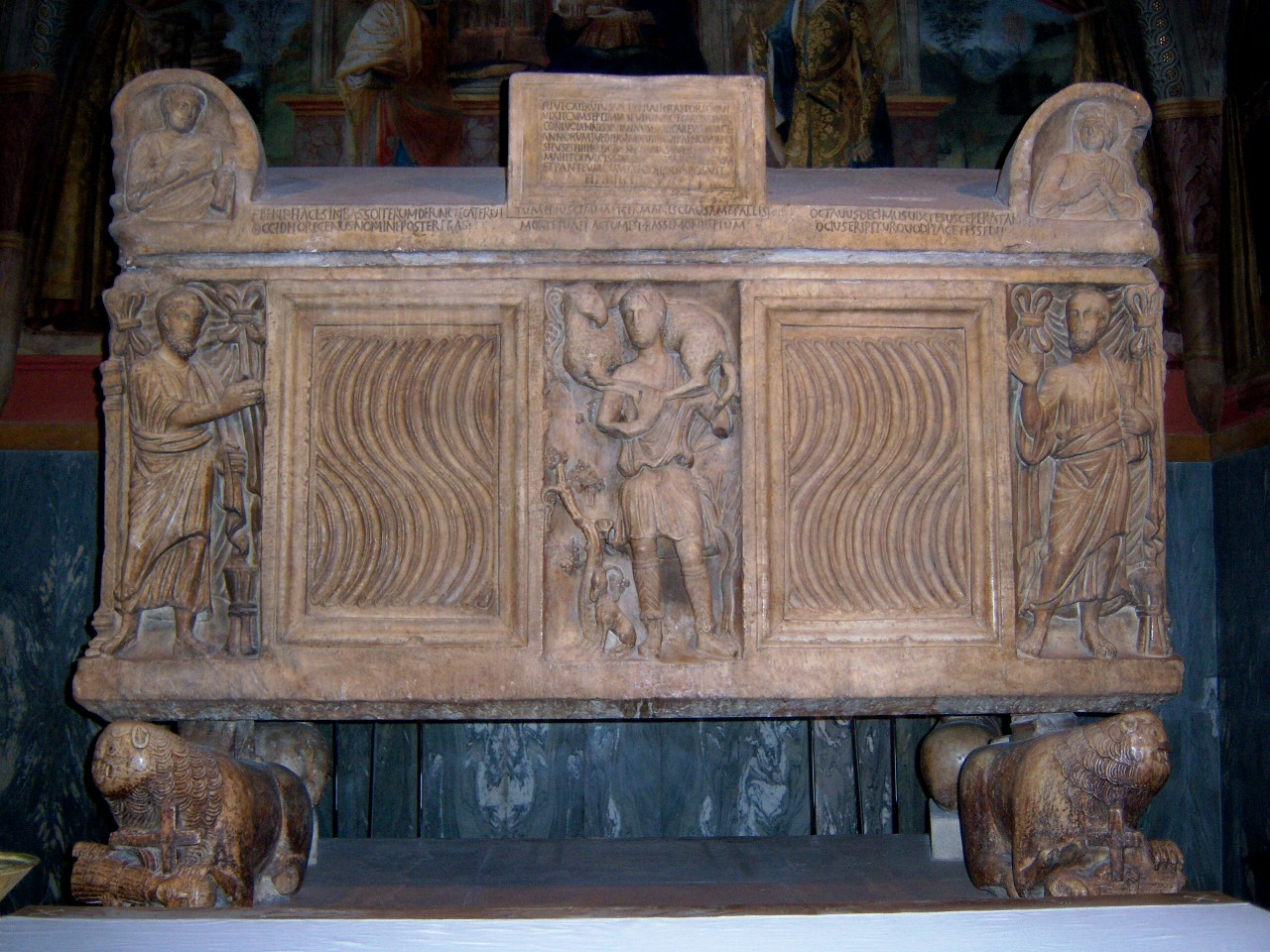
Sarkofág Flavia Iulia Catervia a jeho manželky, 4.–5. století n. l.

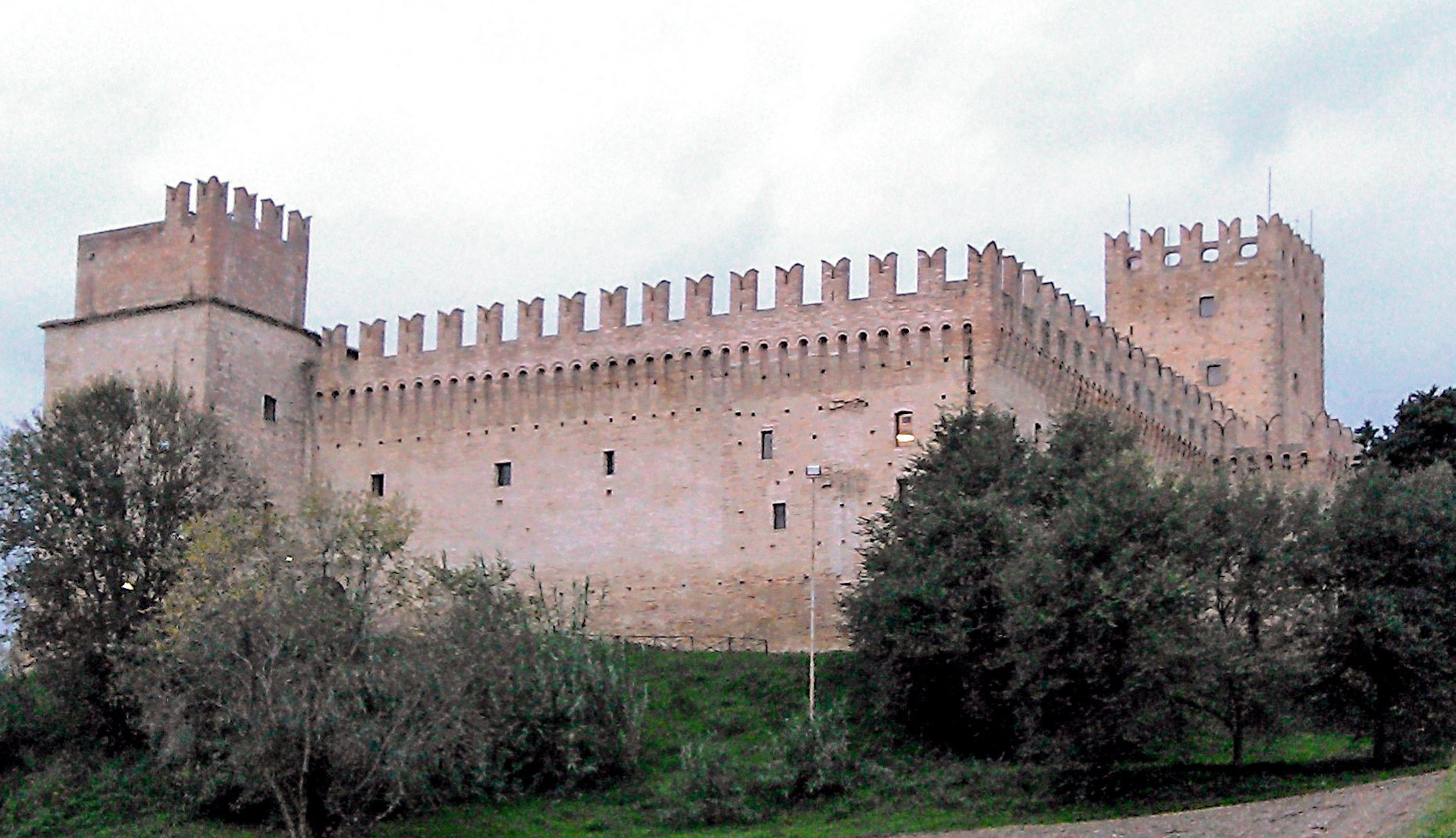
Castello della Rancia

- Konkatedrála sv. Caterva – na místě pozdně římského pantea byla postavena raně gotická stavba, zbudovaná kolem roku 1256 na jeho základech, stavěli a spravovali ji benediktini; pobořena za napoleonských válek, dostavěna v klasicistním stylu kolem roku 1820
- Sarkofág sv. Caterva z červenohnědého mramoru, s nápisy a reliéfy: Klanění Tří mudrců, Tři mudrci u krále Herodesa, na boční straně Kristus Dobrý pastýř mezi sv. Petrem a Pavlem.
- Bazilika sv. Mikuláše Tolentinského – trojlodní gotická stavba, v kryptě dochován hrob sv. Mikuláše Tolentinského
- Castello della Rancia – gotický hrad z let 1355-1357, dominanta a symbol města
- Věž s orlojem
- Palazzo Sangallo - renesanční stavba, sídlo Muzea karikatury, pořádá bienále kresleného humoru[1]; přiléhá k ní novogotická Biblioteca filolfica
- Ponte diavolo - Ďábelský most

## Osobnosti
- Mikuláš Tolentinský – kazatel a světec
- Niccolò Mauruzzi da Tolentino (1350–1435) – kondotiér, bojoval u Romana, jeho epitaf ve Florentském dómu namaloval Andrea del Castagno